# Familie regală

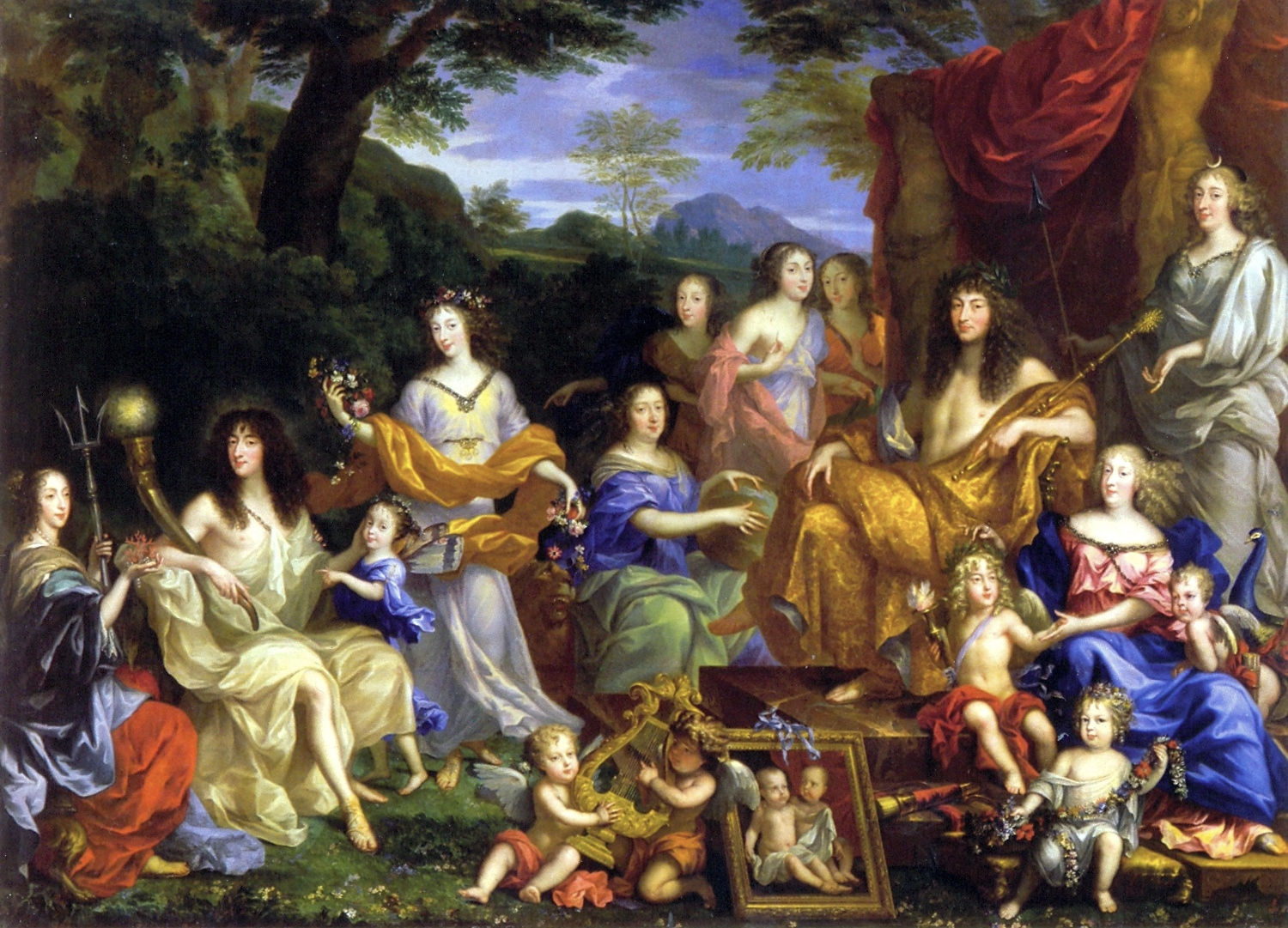
Familia regală a Franței în timpul domniei regelui Ludovic al XIV-lea.

O familie regală este familia apropiată a unui rege sau a unei regine de drept, și uneori se referă la familia extinsă a acestora. Termenul "familie imperială" descrie în mod corespunzător familia apropiată a unui împărat sau împărăteasă, iar termenul "familie papală" descrie familia unui papă, în timp ce termenii  "familie ducală", "familie mare ducală" sau "familie princiară" descriu rudele unui duce, mare duce, principe.
În vorbirea curentă, referirea la membrii oricărei familii care domnește prin dreptul ereditar se face prin termenul "regalitate". În unele cercuri este considerat adecvat să se facă trimitere la membrii familiei extinse ai unui monarh detronat și la descendenții săi ca la o familie regală.
O dinastie este uneori menționată cu termenul „casa de...”. Începând din iulie 2013, există 26 de monarhii active suverane în lume, care conduc sau domnesc în 43 de țări din lume.

## Membru al unei familii regale
O familie regală include în mod obișnuit soțul monarhului care domnește, soțul supraviețuitor al unui monarh decedat, copiii, nepoții, frații, surorile și verii paterni ai monarhului, precum și soții acestora. În unele cazuri, apartenența la familia regală se poate extinde la descendenți mai îndepărtați ai monarhului. În anumite monarhii, unde abdicarea voluntară este normă, cum ar fi Țările de Jos, o familie regală poate include și unul sau mai mulți foști monarhi. În anumite cazuri, cum ar fi în Canada, familia regală este definită de cine deține titlurie Majestate și Înălțimea Regală. Adesea există o distincție între persoanele de sânge regal și cele care se căsătoresc în familia regală. În majoritatea sistemelor, doar persoanele din prima categorie sunt dinaști, adică potențiali succesori ai tronului (cu excepția cazului în care membrul acestei categorii este, de asemenea, în linia de succesiune la tron de drept).
Aanumite rude ale monarhului (de sânge sau prin căsătorie) dispun de privilegii speciale și sunt supuse anumitor statute, convenții sau legi speciale. Funcțiile precise ale unei familii regale variază în funcție de situația în care sistemul politic în cauză este o monarhie absolută, o monarhie constituțională sau undeva între ele. În anumite monarhii, cum ar fi cele din Arabia Saudită sau Kuweit sau în sistemele politice în care monarhul exercită efectiv puterea executivă, cum ar fi în Iordania, nu este neobișnuit ca membrii unei familii regale să dețină importante posturi guvernamentale sau comenzi militare. În majoritatea monarhiilor constituționale, însă, membrii unei familii regale îndeplinesc anumite funcții publice, sociale sau ceremoniale, dar se abțin de la orice implicare în politica electorală sau guvernarea reală a țării.
Compoziția specifică a familiilor regale variază de la o țară la alta, la fel ca și titlurile și stilurile regale și nobile deținute de membrii familiei. Compoziția familiei regale poate fi reglementată prin legea adoptată de legiuitor (de exemplu, Spania, Țările de Jos și Japonia din 1947), tradiția prerogativă a statului suveran (de exemplu, Regatul Unit) sau o lege privată (de ex. Liechtenstein, fostele case regale din Bavaria, Prusia, Hanovra etc). Statutul public, dispozițiile constituționale sau convențiile pot reglementa, de asemenea, căsătoriile, numele și titlurile personale ale membrilor familiei regale. Membrii unei familii regale pot sau nu pot avea un nume sau un nume dinastic (a se vedea Casă regală).
Într-o monarhie constituțională, atunci când moare monarhul, există întotdeauna o lege sau o tradiție de succesiune a tronului care fie specifică o formulă pentru identificarea ordinii precise a succesiunii la tron în rândul membrilor familiei, fie specifică un proces prin care un membru al familiei este ales să moștenească coroana. De obicei, în primul caz, linia exactă a succesiunii ereditare în rândul persoanelor regale poate fi identificată în orice moment în timpul domniei anterioare (de exemplu Marea Britanie, Suedia, Japonia) în timpp ce în ultimul caz următorul suveran poate fi selectat (sau schimbat) numai în timpul domniei sau la scurt timp după decesul monarhului anterior (de exemplu Cambodgia, Buganda, Arabia Saudită, Swaziland). Unele monarhii folosesc o combinație a acestor procese de selecție (Malaezia, Monaco, Tonga, Iordania, Maroc), oferind atât o linie de succesiune identificabilă, cât și o autoritate pentru monarh, dinastie sau altă instituție de a schimba linia în anumite cazuri fără a schimba legea generală a succesiunii. Unele țări și-au abolit monarhia, ca în Franța și Rusia.

## Familii regale actuale
| - Familia regală din Lesotho - Familia regală marocană - Familia regală Swazi - Familia regală Zulu - Familia regală din Antigua și Barbuda - Familia regală din Bahamas - Familia regală din Barbados - Familia regală din Belize - Familia regală din Canada - Familia regală din Grenada - Familia regală din Jamaica - Familia regală din Sfântul Cristofor și Nevis - Familia regală din Sfânta Lucia - Familia regală din Sfântul Vicențiu și Grenadinele - Familia regală din Brunei - Familia regală din Bhutan - Familia regală din Cambodgia - Familia imerială din Japonia - Familia regală din Java - Familiile regale din Yogyakarta - Familiile regale din Surakarta - Familiile regale din Malaysia | - Familia regală belgiană - Familia regală britanică - Familia regală daneză - Familia regală olandeză - Familia princiară din Liechtenstein - Familia Mare Ducală de Luxembourg - Familia princiară monegască - Familia regală norvegiană - Familia regală spaniolă - Familia regală suedeză - Familia regală română - Familia regală din Bahraini - Familia regală din Iordania - Familia regală din Kuwaiti - Familia regală din Oman - Familia regală din Qatar - Familia regală saudită - Familia regală Emiratele Arabe Unite - Familia regală din Australia - Familia regală din Noua Zelandă - Familia regală din Papua Noua Guinee - Familia regală din Insulele Solomon - Familia regală Tonga - Familia regală din Tuvalu |